# Björn Dahlbäck
Björn Dahlbäck, född 1949, är en svensk läkare. Han disputerade 1981 vid Lunds universitet och är professor i blodkoagulationsforskning vid Skånes Universitetssjukhus i Malmö samt sedan 1995 ledamot av Vetenskapsakademien.

## Utmärkelser
- H.M. Konungens medalj i guld av 8:e storleken i Serafimerordens band (2019) för förtjänstfulla insatser inom medicinsk forskning.[2]

### Tryckt litteratur
- Kungl. vetenskapsakademien, Matrikel 1998/1999, ISSN 0302-6558, sid. 51.

### Fotnoter
1. ↑  Dahlbäck, Björn (1981) (på engelska). The activation of prothrombin on the platelet surface. Malmö. Libris 251278
2. ↑  ”Medaljförläningar 6 juni 2019 - Sveriges Kungahus”. www.kungahuset.se. Arkiverad från originalet den 7 februari 2020. https://web.archive.org/web/20200207111019/https://www.kungahuset.se/press/pressmeddelanden/2019/2019pressmeddelanden/medaljforlaningar6juni2019.5.6839717416a59efc50313520.html. Läst 7 februari 2020.